# Кредитори
«Кредитори» («Võlausaldajad») — радянський художній фільм 1991 року, знятий режисером Яаном Колбергом на студії «Arcadia».

## Сюжет
Дія фільму відбувається на борту теплохода. Молодий письменник несподівано зустрічає свою колишню дружину і починає плести інтригу в дусі щойно закінченого ним роману.

## У ролях
- Тер'є Пенніе-Колберг — головна роль
- Арво Кукумягі — головна роль
- Сулев Луйк — головна роль

## Знімальна група
- Режисер — Яан Колберг
- Сценарист — Яан Колберг
- Оператор — Рейн Котов
- Композитор — Марко Килар
- Художник — Ервін Иунапуу